# Spæk
Spæk er et tykt lag fedtvæv, som ligger mellem huden og muskler hos havpattedyr, specifikt hos alle arter af hvaler, sæler og søkøer.
Til forskel fra pels (som det ses hos havoddere), der indeholder luftlommer for at isolere, så har spæk den fordel, at det ikke komprimeres under tryk. Dette gør at spæk kan isolere lige godt ved atmosfærisk tryk som langt under havet, hvilket gør det effektivt for bl.a. hvaler der kan opholde sig i længere tid i vand, der er helt ned til 4 °C. Når dyret dykker ned i koldt vand vil blodkar, der dækker spækket, trække sig sammen og formindske blodgennemstrømningen, hvilket øger spækkets evne til at isolere.
Spæk er rigt på omega-3-fedtsyre, og har været en vigtig fødekilde hos inuitter, som kalder det Uqhuq eller uqsuq.
Spæk kan også bruges til at fremstille en række produkter som sæbe, læder og kosmetik, hvilket øgede omfanget af hvalfangst i de arktiske områder. Hvalolie blev også brugt i olielampeer. En enkelt blåhval kunne give op til 50 tons spæk. Hvalrosser er også blevet jagtet for spæk samt deres stødtænder.
Man bruger også ordet "spæk" om underhudsfedt fra svin, som blandes i fx pølser og leverpostej og bruges til stegning.